# Diego Benaglio
Diego Orlando Benaglio (nascut el 8 de setembre de 1983) és un futbolista professional suís, que juga pel VfL Wolfsburg a la Bundesliga, com a porter.